# Bulla (Vicino Oriente antico)

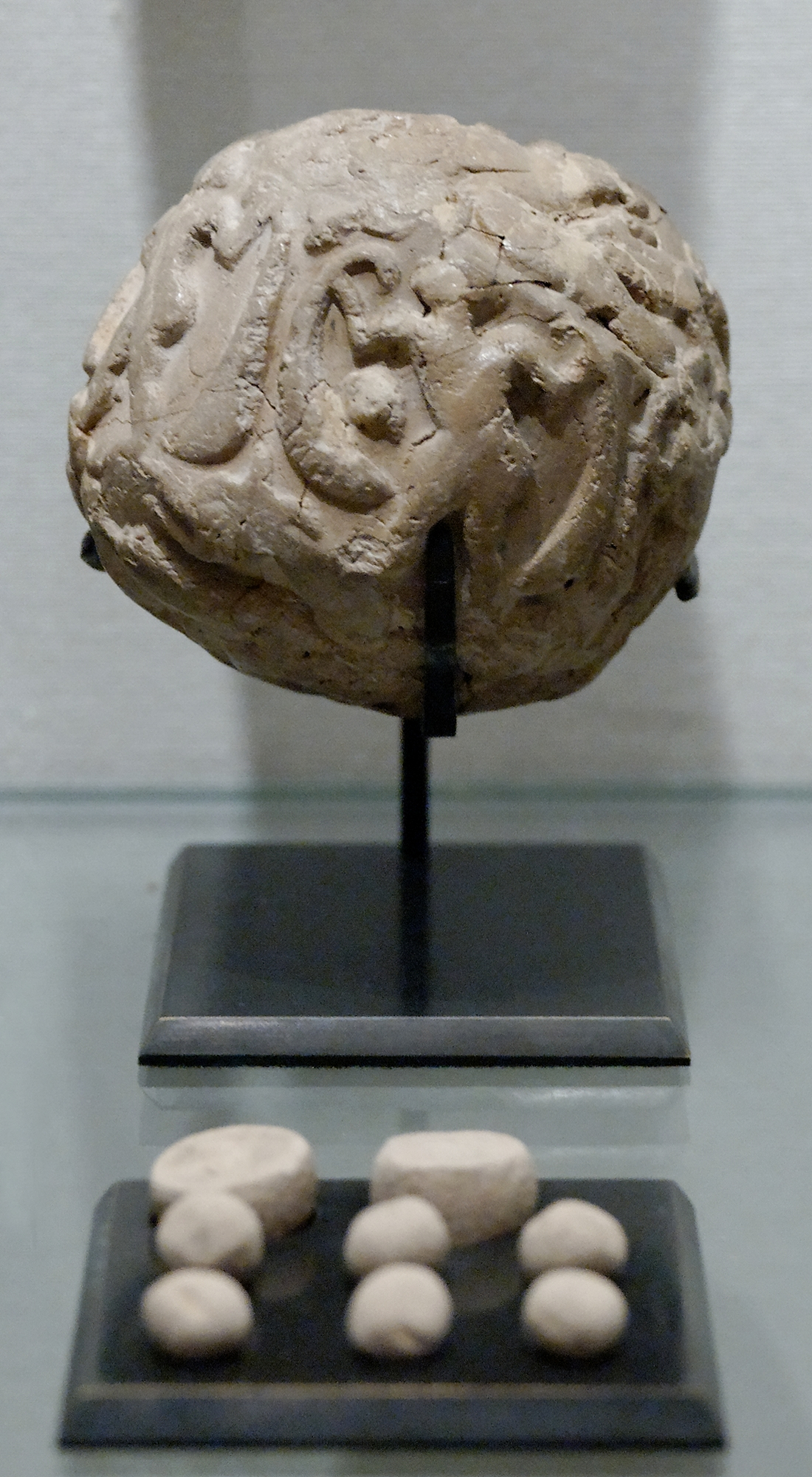
Una bulla e dei contrassegni (calculi) del Periodo di Uruk esposti al Louvre

Nel Vicino Oriente antico, la bulla (in latino, 'bolla'; plurale: bullae) era un pacco o palla di materiale plasmabile (comunemente argilla) usata per contenere speciali strumenti contabili detti calculi. Sulla bulla ancora malleabile veniva in genere impresso un sigillo: l'integrità della bulla testimoniava la mancata manomissione del contenuto.
Spesso, al posto del termine bulla è usato come sinonimo il termine cretula (dal latino cretŭla, diminutivo di creta, «argilla»; plurale: cretule o, in latino, cretulae). È stato ad un certo punto proposto di destinare il termine cretula ad un diverso strumento di certificazione. La cretula così intesa era una massa di materiale plasmabile (comunemente argilla) applicata a chiusura di contenitori o porte e lasciata poi essiccare. Anche sulle cretulae veniva impresso il sigillo di uno o più funzionari per certificarne il contenuto.
Il termine bulla per indicare tali involucri vicino-orientali fu proposto da Pierre Amiet.

## Terminologia
I due termini, cretula e bulla, sono in genere usati come sinonimi. Enrica Fiandra e Marcella Frangipane hanno proposto di usare bulla per indicare il contenitore cavo, di argilla essiccata, usato a partire dal Periodo di Uruk per custodirvi dei "contrassegni" con funzioni contabili (detti dagli storici calculi), e di usare cretula per indicare quell'oggetto usato sempre a partire dal Periodo di Uruk per sigillare ad esempio porte o contenitori e che reca da un lato l'impronta del sigillo e dall'altro l'impronta dell'oggetto sigillato.
Il termine bulla, già almeno dal VI secolo d.C., era originariamente destinato ai sigilli metallici (generalmente in piombo, ma talvolta anche in oro o argento) usati per suggellare gli atti pontifici. La cancelleria bizantina indicava come molybdóbulla il sigillo in piombo, chrysóbulla quello in oro e argyróbulla quello in argento. Il termine bulla finirà per indicare gli atti stessi (come nel caso della bulla papalis o della crisobolla).

## Funzione dellebullae

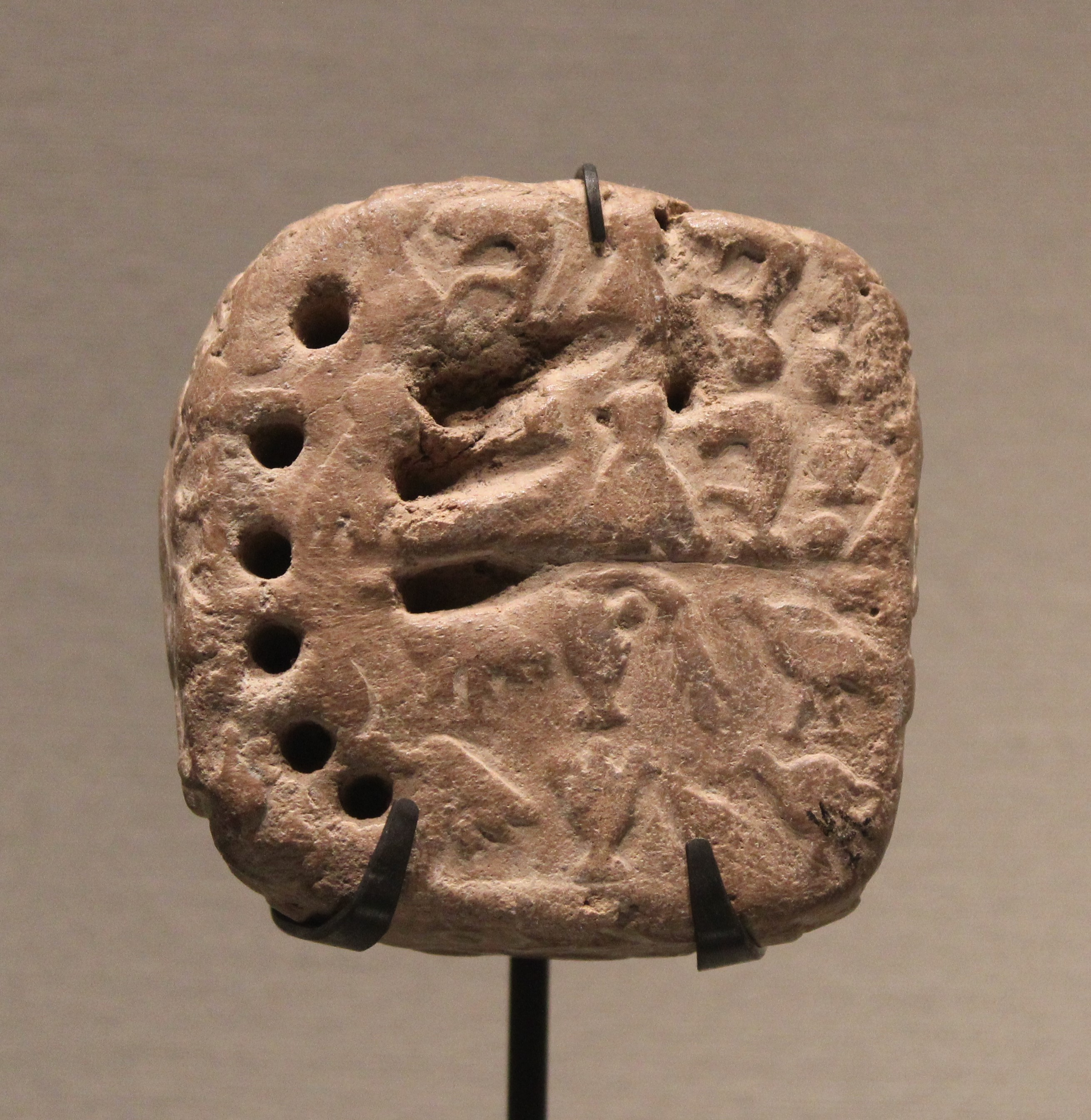
Tavoletta numerica con due diversi indicatori numerici e l'impronta di due diversi sigilli (da Susa, 3500-3350 a.C.)

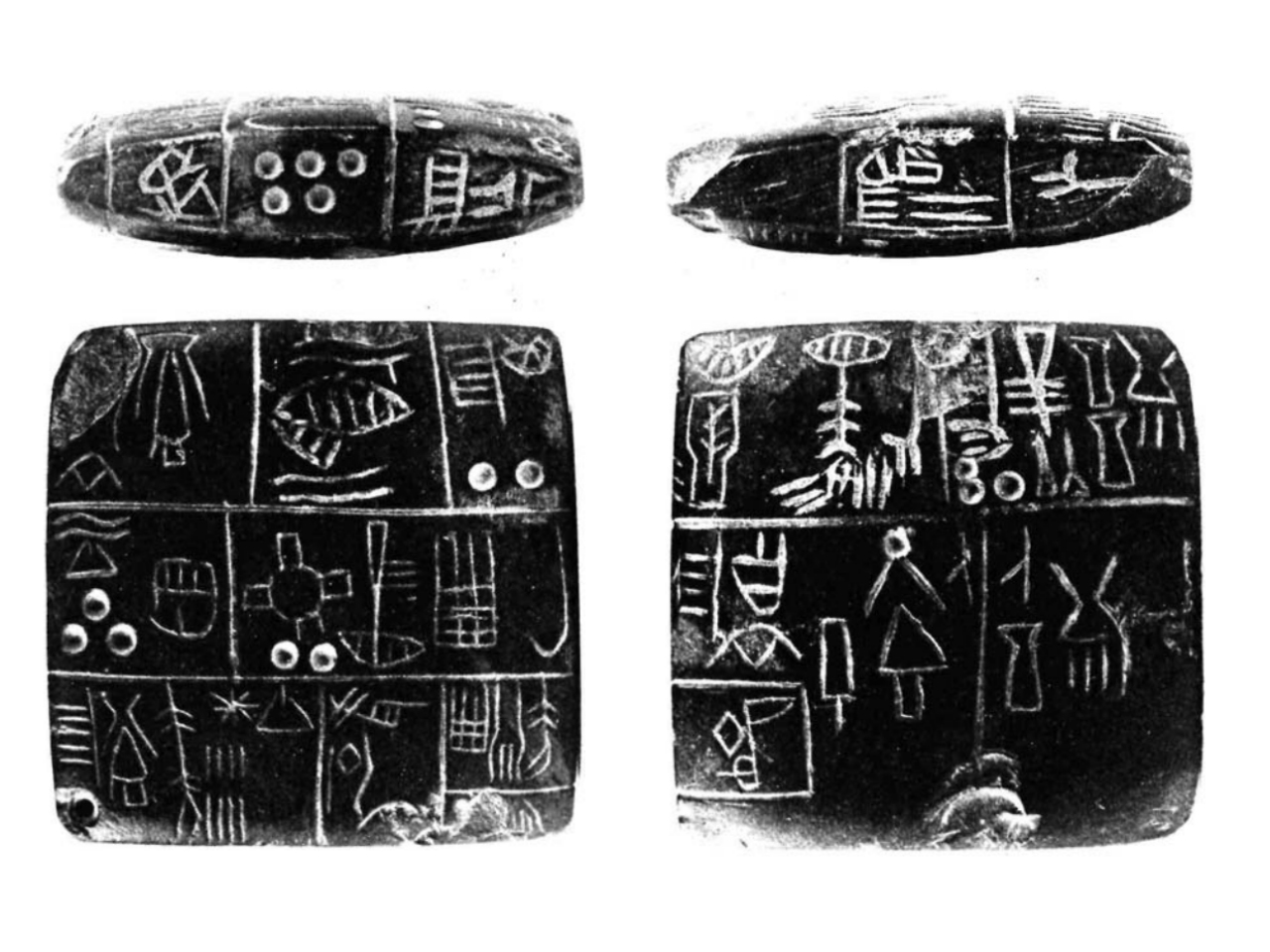
Tavoletta d'argilla del Museo dell'Università della Pennsylvania (n. 16105). La forma convessa delle prime tavolette d'argilla ad Uruk potrebbe essere testimonianza di un loro sviluppo dalle bullae.

L'uso di cretule era relativo alla circolazione di beni (con sigillatura dei contenitori) o alla loro conservazione (sigillatura di porte). Esistevano però altre operazioni non direttamente legate, almeno fisicamente, a specifici oggetti e che pure richiedevano autenticazione. Si trattava in genere di disposizioni che giungevano a funzionari periferici dall'amministrazione centrale. Si ricorreva in questi casi a piccoli oggetti, in terracotta o pietra o osso, detti dagli storici moderni calculi o "contrassegni" (in ambito archeologico spesso indicati in inglese come tokens, cioè 'gettoni'), che dovevano rappresentare la natura del bene e la quantità, ed erano dunque strumenti di computo.
I primi calculi sono attestati già a partire dall'8000 a.C. circa. Essi, secondo l'interpretazione dei più, rappresentavano beni (all'inizio quantità di cereali e capi di bestiame, poi anche prodotti lavorati, come olio, pane, lana, o prodotti artigianali, come tessuti, tappeti, abiti, gioielli e utensili).
Nel Periodo di Uruk, i calculi acquistarono nuove forme di utilizzo. A loro protezione, si prese ad inserirli nelle bullae. Tali involucri tondeggianti, di argilla o bitume, misurano tra i 5 e i 7 centimetri e sulla loro superficie erano apposti sigilli che identificavano persone (soprattutto funzionari). La funzione dei calculi neolitici è in genere interpretata in base a quella dei calculi protostorici, ma l'ipotesi non è accettata unanimemente.
I contrassegni avevano per lo più forme geometriche e in qualche caso rappresentavano animali. Erano modellati a mano e misuravano pochi centimetri. Ad ogni forma era associata una certa quantità di un bene. Come nota l'archeologa francese Denise Schmandt-Besserat, "I contrassegni costituiscono il primo codice, vale a dire, il primo sistema impiegato per comunicare, elaborare e immagazzinare informazioni".
I contrassegni furono usati per migliaia di anni; è possibile che venissero per lo più raccolti in contenitori deperibili. All'inizio del IV millennio a.C. prese piede l'uso di forarli, probabilmente allo scopo di tenerli legati insieme con una striscia di cuoio. Successivamente, intorno al 3500 a.C., i contrassegni furono inseriti nelle bullae. Le bullae servivano a proteggere i contrassegni dal deterioramento, ma anche a garantirne il contenuto, sotto la responsabilità del funzionario che poneva il proprio sigillo come una firma. Al contempo, però, i contrassegni inseriti nella bulla non erano più visibili. L'archeologia ha restituito diverse tecniche di registrazione dei contenuti delle bullae che permettessero di verificarne il contenuto senza romperle. La stratigrafia di Uruk è però troppo confusa per restituire una cronologia di tali tecniche. Nel sito di Susa, nell'odierno Iran, è invece individuabile una sequenza di tecniche. Per ricordare il contenuto della bulla, inizialmente furono impressi gli stessi contrassegni sulla sua superficie: i contrassegni venivano poi inseriti nella bulla e quest'ultima sigillata. I segni lasciati dai calculi rappresentano, secondo Schmandt-Besserat, un diretto precursore della scrittura cuneiforme. Contemporaneamente all'introduzione delle bullae o forse poco dopo (3400 a.C. circa), fu ideata un'altra tecnica, che prevedeva l'uso di "tavolette numeriche" (come le chiamano gli studiosi moderni). Questi altri strumenti di registrazione sono stati trovati ad Uruk e in altri centri influenzati dalla Cultura di Uruk, in Iran (Susa, Choga Mish, Godin Tepe, Tepe Sialk), Iraq (Gemdet Nasr, Ninive), Siria (Mari, Nagar, Habuba Kabira, Jebel Aruda). Le tavolette numeriche, in cui furono ad un certo punto combinati numerali e pittogrammi, rappresentano l'immediato precedente della scrittura proto-cuneiforme. Dopo aver condiviso per qualche tempo lo stesso sistema, la Bassa Mesopotamia e la Susiana (cioè l'area intorno a Susa che si chiamerà poi Elam) svilupparono due forme di proto-scrittura indipendenti: la scrittura proto-cuneiforme è attestata ai livelli IVa e III di Uruk, mentre ad un periodo successivo sono ascrivibili le prime attestazioni di scrittura proto-elamica.
Nel proto-cuneiforme c'erano due gruppi di segni, uno relativo ai numerali, l'altro relativo ai nomi. L'esistenza di un sistema di segni numerali aveva molta importanza, se si considera che il 90% dei testi da Uruk sono di natura contabile. Il restante 10% è invece composto da liste lessicali, testi destinati all'istruzione degli apprendisti scribi, contenenti elenchi di cariche, città, animali, piante, manufatti ecc.
Il periodo di utilizzo delle bullae non deve essere stato tanto lungo. Secondo la teoria di Denise Schmandt-Besserat, l'uomo protostorico si rese ben presto conto che l'uso di imprimere i calculi sulla superficie della bulla poteva essere significativamente semplificato usando i soli supporti di argilla impressi. I segni stessi, insomma, finirono per costituire un sistema a sé, in una sorta di smaterializzazione dei calculi. Nel tempo, il repertorio dei segni prese a comprendere, oltre alle impressioni dei calculi, anche incisioni operate con uno stilo. Tali segni, fatti di linee e punti, costituivano dei pittogrammi. Si ipotizza, dunque, un passaggio dal sistema tridimensionale dei calculi al sistema bidimensionale della scrittura modernamente intesa. Va comunque notato che l'utilizzo di bullae continuò anche dopo l'adozione delle tavolette numeriche e il sorgere della scrittura cuneiforme. Una bulla da Tepe Yahya è, ad esempio, datata al 2700 a.C. ca., un'altra, accadica, ma di provenienza sconosciuta, al 2300-2200 a.C., e un'altra ancora, assai più tarda, da Nuzi, al 1400 a.C. Quindi, è in generale scorretto concepire un'evoluzione lineare dalle bullae con calculi alle tavolette con segni bidimensionali: più che stadi successivi, questi diversi sistemi, come scrive Van De Mieroop, "vanno visti come diversi tentativi concorrenti di concettualizzazione della realtà".
Lo studio delle bullae è complicato dalla relativa scarsa quantità di reperti: sono infatti pervenuti agli studiosi solo 130 esemplari circa. D'altra parte, il contenuto di alcune bullae è sconosciuto, perché le direzioni dei musei scelgono di mantenerle integre. All'inizio del XXI secolo sono state sviluppate tecniche non invasive di indagine, ad esempio attraverso l'uso della tomografia assiale. Già negli anni settanta del Novecento si usavano i raggi X per esaminare il contenuto delle bullae.